# Digiturk
 (novembre 2015).
Digiturk est un bouquet de télévision par satellite turc.

## Description
Digiturk est le premier bouquet turc en termes d'ancienneté ainsi qu'en nombre de client depuis son lancement en 2000. Il regroupe l'ensemble des chaînes de télévision et radios turques ainsi que quelques chaînes étrangères tels que Eurosport, MCM Top ou BBC Prime. 
Il a été, pendant près de 7 ans, l'unique bouquet de télévision payant par satellite en Turquie. En effet, son concurrent D-Smart, lancé en 2007, vient s'ajouter à cette liste, ce qui supprime sa position de bouquet unique mais reste quand-même leader.

## Les chaînes
Le bouquet possède ses propres chaînes qui sont MOVIEMAX STARS, MOVIEMAX ACTION, MOVIEMAX PREMIER, MOVIEMAX PREMIER 2, TÜRKMAX GURME, DİZİMAX VİCE, SALON 1 SALON 2, SALON 3, DİZİMAX COMEDY ainsi que sa fameuse chaîne Lig TV possédant les droits de la SporToto Süper Lig et également LİG TV 2 et LİG TV 3 depuis Septembre 2011.
Outre ses chaines, elle reprend l'ensemble des chaînes turques.

## Capital
La société Digiturk est détenue à 100 % par BeIN Media Group depuis le 13 juillet 2015.

## Diffusion
Le bouquet est diffusé par le satellite EUTELSAT W3A ou EUTELSAT 7A. Un petit bouquet d'une dizaine de chaîne est également disponible par le satellite TÜRKSAT 2A/3A/4A.